# Presidente della Repubblica francese
Il Presidente della Repubblica (in francese Président de la République) è la più alta carica della Repubblica francese.
La carica di Presidente della Repubblica venne istituita a partire dal 1848, anno della costituzione della seconda Repubblica francese, in cui aveva funzioni solo cerimoniali, mentre il potere era riservato al primo ministro. I poteri presidenziali sono stati nel tempo modificati e amplificati, a seguito delle diverse revisioni della carta costituzionale (terza, quarta e quinta repubblica).
Per antico retaggio della precedente carica monarchica, la carica di Presidente della Repubblica francese crea chi la detiene co-principe regnante del Principato di Andorra (assieme al vescovo di Urgell in Spagna).

## Descrizione
Il Presidente viene eletto a suffragio universale diretto con eventuale turno di ballottaggio 14 giorni dopo il primo turno, qualora nessun candidato al primo scrutinio abbia ottenuto la maggioranza assoluta. Dal 2002 la durata del mandato presidenziale è stata abbreviata da sette a cinque anni, in modo da ridurre i casi di coabitazione tra un presidente appartenente a uno schieramento politico e maggioranza dell'Assemblea nazionale di segno opposto.
Il capo dello Stato è:
- il detentore del potere esecutivo,
- il capo delle forze armate francesi,
- la più alta carica della magistratura,
- la più alta autorità della Legione d'onore,
- il co-principe di Andorra.
- il protocanonico d'onore della arcibasilica papale di San Giovanni in Laterano[1].

## Poteri presidenziali
Diversamente da altri presidenti europei, in Francia l'ufficio del presidente della Repubblica detiene un vero potere di indirizzo politico, specialmente nel campo della politica estera. Benché il primo ministro e il parlamento detengano la maggior parte del potere legislativo ed esecutivo, il presidente francese mantiene una forte influenza.
Il potere più importante esercitato dal presidente è la nomina del primo ministro. Poiché è prerogativa dell'Assemblea nazionale votare la fiducia al governo, talvolta il Presidente è forzato a nominare un Primo Ministro rappresentativo della maggioranza dell'Assemblea. Quando la maggioranza dell'Assemblea appartiene ad un partito politico differente da quello del Presidente, si ha la cosiddetta coabitazione, che diminuisce i poteri presidenziali e aumenta quelli del primo ministro e quelli dell'Assemblea nazionale.
Il presidente secondo l'articolo 5 della Costituzione francese è l'arbitro destinato a salvaguardare il regolare funzionamento dei pubblici poteri, assicura il rispetto e l'osservanza della Costituzione. Inoltre è garante dell'integrità del territorio nazionale, dell'indipendenza della Nazione e del rispetto dei trattati internazionali.
La costituzione indica che è il presidente a dirigere gli affari esteri, benché la maggior parte del lavoro ricada nelle competenze del ministro degli affari esteri.
I poteri principali del presidente della Repubblica:
- promulga leggi;
- dispone di una limitata forma di veto: può chiedere al Consiglio costituzionale (Conseil constitutionnel) un ulteriore controllo di costituzionalità di una legge prima della sua promulgazione (controllo di legittimità costituzionale preventivo);
- indice referendum, su proposta del Governo o proposta congiunta delle due assemblee, relativo a una legge o alla ratifica di un trattato;
- può sciogliere l'Assemblea nazionale;
- può inviare messaggi alle assemblee;
- nomina tre membri del Consiglio costituzionale (incluso il presidente);
- nomina il primo ministro;
- nomina e revoca i membri del Governo su proposta del primo ministro;
- nomina alcuni alti funzionari;
- nomina il vescovo di Metz e l'arcivescovo di Strasburgo (come retaggio del concordato del 1801 tra la Francia e la Santa Sede)
- è a capo della diplomazia: riceve gli ambasciatori stranieri;
- è comandante delle forze armate e presidente del consiglio superiore della Difesa nazionale;
- negozia e ratifica i trattati internazionali;
- ha iniziativa sulla revisione della Costituzione su proposta del primo ministro;
- può concedere indulti (non l'amnistia), e anticamente poteva commutare pene di morte in ergastolo. C'è la tradizione di offrire indulti per reati minori dopo l'elezione presidenziale. Ultimamente è stata molto criticata quest'abitudine, perché si ritiene inciti i cittadini a compiere reati in prossimità delle elezioni, ma è anche certo che riduca il sovraffollamento delle prigioni; l'ultimo indulto è stato concesso nel 2002;[senza fonte]
- in caso di emergenza nazionale, assume i pieni poteri e può legiferare per decreto; in tale situazione eccezionale, tuttavia, il parlamento è automaticamente convocato e non può essere sciolto per nessun motivo.

## Elezione
Dal 1958 alle elezioni del 1995, la durata del mandato del presidente della Repubblica è stata di sette anni, passando da quelle del 2002 a cinque anni (come per l'assemblea) per far sì che il fenomeno della coabitazione fosse ancora più raro.
Il presidente della Repubblica francese in carica è Emmanuel Macron, eletto il 7 maggio 2017 con il 66,1% dei voti e confermato per un secondo mandato con le elezioni dell'aprile 2022, forte del 58,5% dei consensi.
Dal 2008 l'articolo 6, comma 2 della costituzione francese prevede che "Non si possono esercitare più di due mandati consecutivi". François Mitterrand e Jacques Chirac sono stati sino a ora gli unici presidenti che hanno portato a termine due mandati presidenziali, anche se il primo per un totale di 14 anni e il secondo di 12. Mitterrand è il presidente francese rimasto in carica più a lungo nella storia.
In caso di impossibilità, constatata dal Consiglio costituzionale, di esercitare le funzioni presidenziali, esse vengono assunte ad interim dal presidente del Senato. Finora, solo Alain Poher ha assunto due volte questo compito.
Dopo un referendum del 1962, il presidente della Repubblica è eletto a suffragio universale diretto a doppio turno. Per essere eletti al primo turno serve la maggioranza assoluta dei voti. Se nessuno dei candidati ottiene la maggioranza assoluta, vanno al ballottaggio i due candidati che al primo turno hanno ricevuto il maggior numero di consensi. Con questo sistema si assicura sempre la maggioranza assoluta al presidente eletto. All'elezione del presidente segue una solenne cerimonia di investitura.
A causa della frammentazione politica presente in Francia, nessun presidente è mai stato eletto al primo turno; in particolare, difficilmente i candidati al ballottaggio raggiungono insieme il 50% delle preferenze.

## Presidenti della Repubblica francese
Sono stati due i Presidenti assassinati durante il loro mandato:
- Marie François Sadi Carnot, pugnalato dopo aver preso parte ad un banchetto pubblico a Lione dall'anarchico italiano Sante Caserio il 24 giugno 1894, e morto la mattina successiva.
- Paul Doumer, ucciso a colpi di arma da fuoco sparati dal fascista russo, Pavel Gorguloff, a Parigi il 7 maggio 1932.

Altri due sono stati i Presidenti deceduti per cause naturali o sanitarie durante il mandato:
- Félix Faure, il 16 febbraio 1899, per un ictus;
- Georges Pompidou, il 2 aprile 1974, per una setticemia.

## Residenza presidenziale

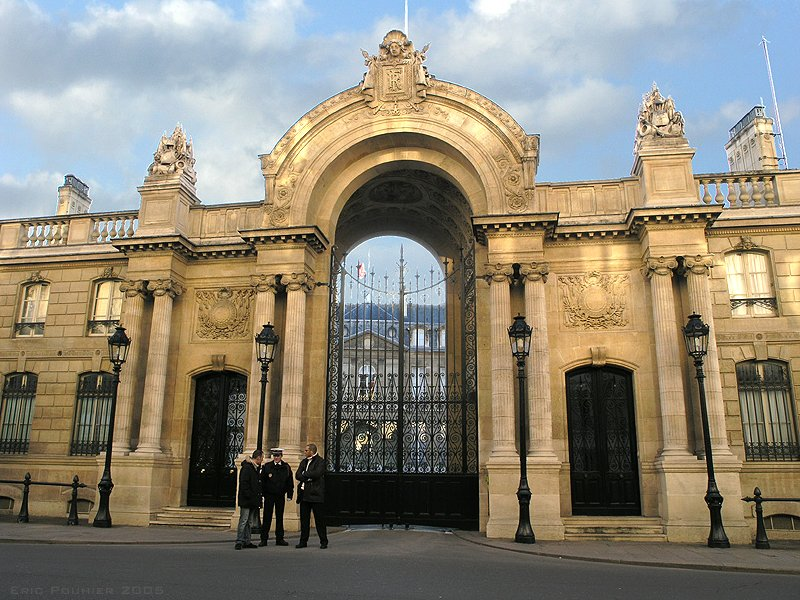
Palazzo dell'Eliseo

La residenza ufficiale del presidente è il Palazzo dell'Eliseo, a Parigi.
Le altre residenze presidenziali sono:
- Fort de Brégançon, nel sud della Francia, nel comune di Bormes-les-Mimosas, attuale luogo di villeggiatura ufficiale,
- Hôtel de Marigny, accanto al Palazzo dell'Eliseo, luogo di accoglienza dei rappresentanti stranieri,
- Château de Rambouillet, abitualmente aperto ai visitatori e ogni tanto sede di riunioni ufficiali,
- Domaine National de Marly-le-Roi, nel comune di Marly-le-Roi, abitualmente aperto ai visitatori e sede di riunioni ufficiali,
- Domaine de Souzy-la-Briche, nel comune di Souzy-la-Briche, una semplice residenza privata.